# 反撃のレスキュー・ミッション
『反撃のレスキュー・ミッション』（Chris Ryan's Strike Back,Cinemaxでの放送タイトルはStrike Back: Origins）は、ベストセラー作家でSAS元隊員のクリス・ライアンによる同名小説を原作とする6パートで構成されるイギリスのテレビシリーズであり、『ストライクバック』のファーストシリーズである。Left Bank Picturesが製作し、Sky1で放送された。リチャード・アーミティッジ、アンドリュー・リンカーン主演、その他にジョディ・メイ、シェリー・コン、コリン・サーモン等が出演、トビー・スティーブンス、ユエン・ブレムナー、ダーフィル・ラブディニ、ショーン・パークス、アレクサンダー・シディグ等がゲスト出演した。本シリーズでは国防情報参謀部の架空部門セクション20の一員として復職する、元イギリス特殊部隊隊員のジョン・ポーターについて描く。
数百万ポンドの予算が掛けられ、南アフリカ共和国のハウテン州でロケーション撮影が行われた。セカンドシリーズである『ストライクバック:極秘ミッション』は10パートで構成され、Skyとアメリカ合衆国のネットワークのCinemaxが共同製作し2011年8月から放送された。サードシリーズの『ストライクバック2：極秘ミッション』は前作同様に10パートで構成され、2012年8月に放送開始された。
フォースシリーズの『Strike Back: Shadow Warfare』は6パート構成となり、アメリカで2013年10月25日からCinemaxにて放送開始された。

## 登場人物

### セクション20
ジョン・ポーター
演 - リチャード・アーミティッジ、日本語吹替 - 津田健次郎
元特殊部隊隊員。2003年の任務において自分の行動で仲間を死なせたことに責任を感じ、軍の裁判が開かれる前に部隊を去る。その後職探しをするが希望の仕事が見つからず、結局嫌だった警備員になりMI6の駐車場を見回っていた。だがテレビで自分が助けた少年がテロ行為に関係していると知り、自分なら少年と話し合えるとヒューに復職を申し出る。警備員になってからも普段から自主トレーニングをしているため、身体能力は現役時代とあまり変わっていない。
ヒュー・コリンソン
演 - アンドリュー・リンカーン、日本語吹替 - 村治学
セクション20のチーフ。アラビア語に堪能で、2003年にジョンたちと人質救出作戦に参加した。それから数年後には、政治的に困難な局面を打破するためのチーム「セクション20」のリーダーとなり本部からチームに指示を送る。警備員になったジョンから復職の申し出を受け彼を復帰させる。2003年の任務で3人が銃撃された場所にいた隊員はジョンと彼だけのため、助けたアサドが撃っていないことを知ったジョンとレイラはヒューを疑い始める。
レイラ・トンプソン
演 - ジョディ・メイ、日本語吹替 - 本田貴子
MI6のセクション20に勤めるヒューの部下。7年間も軍を離れていたジョンをあまり評価していなかったが、彼がケイティ救出に成功した後彼を見直す。ジョンが特殊部隊を離れるきっかけとなった仲間の死は上司のヒューが起こしたものではないかと疑い、密かに調査を行う。
ジェームズ・ミドルトン
演 - コリン・サーモン、日本語吹替 - 水野龍司
MI6のボス。セクション20などの各部門から事態解決に最適なチームを選び指令を出す。
ダニー・プレンディヴィル
演 - シェリー・コン、日本語吹替 - 北西純子
セクション20の特別諜報部員。ジョンの性格検査やリハビリを担当する。ジョンに好意を抱いており、彼に潜入先で使う用語なども教える。

### 周辺の人物
アレクサンドラ・ポーター
演 - ローラ・グリーンウッド、日本語吹替 - 嶋村侑
ジョンの娘。ジョンとは7年間疎遠になっている。
ダイアン・ポーター
演 - ニコラ・スティーヴンソン、日本語吹替 - 安永亜季
ジョンの妻。軍をやめて荒れた生活を送るようになったジョンに、プレッシャーが掛からないよう立ち直るまで1人になることを提案し、アレクサンドラと2人で実家に帰るが、7年経った今でも別居状態が続いている。
フランク・アーリントン
演 - トビー・スティーブンス、日本語吹替 - 江原正士
ロンドンに駐在しているアメリカ武官。アメリカとイギリス双方の情報を伝える役割を担うがアメリカの情報は詳しく話さない。アメリカからの命令で、アメリカの兵士を殺したジョンとジェラルドを捕らえて処刑するため2人を武器や情報と交換する取引をシャルクと行っていた。
ジェラルド・バクスター
演 - ユエン・ブレムナー、日本語吹替 - 西凜太朗
イラクで民間企業の契約技師としてミサイル誘導ソフトを開発していたとされる人物。だが実際はCIAに雇われた技術サポート工作員だった。2003年頃に彼のミスで村にミサイルが撃ち込まれ村人が犠牲になり、イギリスに帰国後PTSDと診断され入院していた。2010年現在はアフガニスタンにおり、シャルクに洗脳され名前をユーセフに変えて暮らしていた。高いテンションの一方で、アメリカにいる家族を思い苦悩している。
ハキーム・アル・ナゼリ
演 - ダーフィル・ラブディニ、日本語吹替 - 森田順平
スンニ派のイスラム過激派組織「イスラムの剣」のリーダー。記者のケイティを拉致し、イギリスに対して同志の解放を要求する。しかし解放の有無に関わらず、ナゼリは初めからケイティを殺害するつもりだった。
マスーク
演 - ショーン・パークス、日本語吹替 - 江川央生
イギリスの元兵士で、ジンバブエのムガベ首相を暗殺しようとした男。彼はカーティスとチューマ大佐に雇われ暗殺計画を実行しただけであり、首相の替え玉を狙撃させられた。その後裁判が開かれるまでチクルビ刑務所に収容されることになった。
ザーヒル・シャルク
演 - アレクサンダー・シディグ、日本語吹替 - 大塚芳忠
多くの部下を持つ武器商人。パキスタンの部族地域に王国を作り、周辺地域の武器商人たちのボスとして君臨しタリバンなどと武器の取引を行っている。アメリカからは将来反乱軍のリーダーになると目されている。ジェラルドを洗脳し、ミサイル誘導システムなどを開発させていた。
チューマ大佐
演 - デヴィッド・ヘアウッド、日本語吹替 - 大友龍三郎
軍の精鋭部隊を率いるジンバブエの軍人。カーティスと共にマスークを使いムガベ首相の偽の暗殺計画を企て、替え玉を暗殺したマスークをチクルビ刑務所に連行する。部下がミスを犯したときに射殺するなど冷酷な一面をのぞかせる。
ケイティ・ダートマス
演 - オーラ・ブラディ、日本語吹替 - 坪井木の実
戦地の取材を行っている記者。元大臣の父を持つ。イラクを車で移動中に同行していたカメラマンが殺され、彼女だけがイスラムの剣の隠れ家に連れて行かれる。
ハリー・カーティス
演 - ニック・ボライン、日本語吹替 - 木下浩之
レイラに政府関係者の書類を渡す在南アフリカイギリス大使館の連絡員。しかし裏ではチューマ大佐と組んでマスークを活動員として雇い、偽の暗殺計画を実行させ大金を得ていた。
アサド
演 - Fenar Mohammed-Ali、日本語吹替 - 内山昂輝
2003年にケネス・ブラットンが囚われていた集合住宅で爆弾を巻きつけられていた顔に傷がある少年で、ジョンは射殺命令に背き彼を助ける。ジョンはアサドが仲間を射殺したと思い続けてきたが、実際に撃ったのは他の兵士だった。
シスターバーナデット
演 - Sibulele Gcilitshana、日本語吹替 - 佐古真弓
ジンバブエの小さな村で孤児院を開いているシスター。難民を密入国させることで稼いでいる盗賊団に人質を取られて脅され、彼女と孤児院の子供たちは村から出られずにいる。
※日本語吹替：WOWOW放送版（DVD未収録）

## スタッフ
- 撮影監督：スティーヴ・ロウス、ダミアン・ブロムリー
- プロダクションデザイナー：ロブ・ハリス
- 編集：ジェイソン・クラスキー、ピア・ディ・キアウラ（英語版）、アダム・トロットマン
- 衣裳デザイン：ダリオン・ヒング
- 音楽：イラン・エシュケリ（英語版）、スコット・シールズ

### 日本語版スタッフ
- 翻訳：松崎広幸
- 演出：鍛治谷功
- 調整：長井利親
- 製作：ブロードメディア・スタジオ

## エピソード
| No. | Title                                           | Director               | Writer(s)                                   |
| --- | ----------------------------------------------- | ---------------------- | ------------------------------------------- |
| 1,2 | "イラク スカーフェイス作戦 Part1,Part2"         | ダニエル・パーシヴァル | ジェド・マーキュリオ                        |
| 2003年に兵器会社の重役であるケネス・ブラットンが誘拐され、その救出作戦をジョンが所属するイギリス特殊部隊が行うことになる。MI6から派遣されたヒューによって犯人らの隠れ家が判明し、ジョンたちはそこに急行する。ブラットンを発見したジョンたちは彼を守りながら屋上のヘリまで連れて行くが、途中爆弾を巻きつけられた顔に傷がある少年と鉢合わせる。仲間から射殺するよう言われるなか、ジョンは爆弾を無力化し少年を殴って気絶させる。その間に建物は敵に包囲され銃撃戦になり、敵を倒しながら外の様子を見たジョンは敵のリーダーが指名手配されているハキーム・ナゼリだと知る。その後ジョンは仲間の所に行くが、すでに2人が殺され1人は重体となっていた。ジョンとヒューはブラットンをヘリへと連れて行き建物から脱出する。2人が死亡し1人は重い障害を負ったことについて艦船で事情を聞かれたジョンとヒューは、3人を銃撃しやすい所にジョンが助けた少年が銃を持って立っていたことを知る。ジョンは責任を取るため軍を去る決意を固める。それから7年後警備員になっていたジョンは、昔助けた少年が記者の誘拐に加担しているのを知り自分の責任だと感じ、彼と交渉するため一緒に任務に臨んだヒューの元を訪れ復帰を申し出る。 |                                                 |                        |                                             |
| 3,4 | "ジンバブエ アグリー・トレード作戦 Part1,Part2" | ダニエル・パーシヴァル | ジェド・マーキュリオ アラン・ホワイティング |
| イギリスに対して強硬な姿勢を取るジンバブエのムガベ首相が演説会場から出てきたときに狙撃され倒れる。だがそれは替え玉で、狙撃者は仲間をチューマ大佐率いる精鋭部隊に殺され自身も刑務所に連行される。狙撃者の名前はマスークといい、以前はイギリスの兵士だったことが判明する。そのことが公になればジンバブエが更なる強硬姿勢を取ることになると危惧したMI6は、セクション20にマスークを脱出させ密かに始末するよう指令を出す。そしてその任務に当たることになったジョンは、ジンバブエを訪れて偽名を使いわざとダイヤモンドの密輸で逮捕され、マスークが収容されているチクルビ刑務所に入る。 |                                                 |                        |                                             |
| 5,6 | "アフガニスタン クロスボーダー作戦 Part1,Part2" | エドワード・ホール     | ロバート・マーフィ                          |
| アメリカ兵が苦戦を強いられていたときにイギリス空軍の戦闘機が現れ、敵のタリバンに向けてミサイル攻撃をする。だがミサイルは方向を変えアメリカ兵に向かっていき、彼らは全滅する。外交問題に発展しかねない事態のなか、MI6が調査を行った結果ミサイルの方向を変えたのはジェラルド・バクスターという民間人の技師だった。彼を捕らえてイギリスに連れてくる作戦を任せられたセクション20は、ジョンをアフガニスタンに送る。武器商人として潜入したジョンは、ユーセフと名前を変えたジェラルドと会う。 |                                                 |                        |                                             |